# Juventudes de Acción Popular

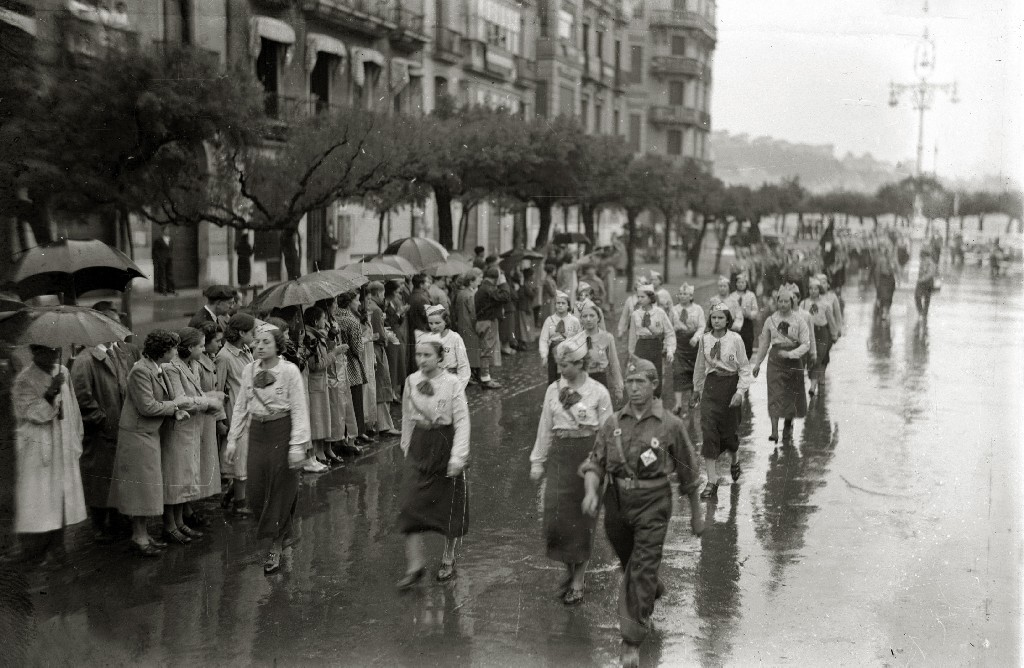
Secção Feminina das JAP a desfilar, 1936

As Juventudes de Acción Popular (JAP) foram a ala jovem da CEDA, um partido de direita Espanhol na década de 1930.
A organização foi originalmente criada como um ramo da Acción Popular em 1933. O seu fundador e líder foi José María Valiente Soriano. Expulso do CEDA e do JAP em 1934, ele foi substituído por José María Perez de Laborda. As JAP deixaram de existir em 1937, depois do Decreto de Unificación.
As JAP enfatizavam a atividade desportiva e política. Elas tinham o seu próprio jornal quinzenal, cuja primeira edição proclamou: "Queremos um novo estado". O desgosto das JAP pelos princípios do sufrágio universal era tal que as decisões internas nunca foram votadas. Como o décimo terceiro ponto das JAP colocou: 'Anti-parlamentarismo. Anti-ditadura. As pessoas que participam do Governo de maneira orgânica, não por democracia degenerada'. A linha entre o corporativismo Cristão e o estatismo fascista tornou-se realmente muito fina.
As tendências fascistas das JAP foram claramente demonstradas na série de comícios promovida pelo movimento jovem da CEDA durante o ano de 1934. Usando o título jefe, as JAP criaram um culto intenso e muitas vezes perturbador em torno da figura de Gil Robles. O próprio Robles voltara dos comícios  de Nuremberga em 1933 e falando do seu "entusiasmo juvenil, impregnado de otimismo, tão diferente do ceticismo desolador e enervante de nossos derrotistas e intelectuais". Os membros das JAP usavam camisas verdes e empregaram uma saudação que imitava a saudação fascista levantando o braço parcialmente.
Uma história das JAP foi publicada pela imprensa Académica de Sussex.